# 希臘衛生部
卫生部（希臘語： Υπουργείο Υγείας)是希腊一個负责管理該國醫療系統的政府部门。該部門還負責对药品进行市场授权。該部門前身是成立於1833年的内政部卫生局。該部門後來多次更名和重組。